# Rotomahana (jezero)
Jezero Rotomahana je 890 hektarjev veliko jezero na Severnem otoku Nove Zelandije,  20 kilometrov jugovzhodno od Rotorue. Je takoj jugozahodno od spečega vulkana Tarawera, njegovo geografijo pa je bistveno spremenil velik izbruh gore Tarawera leta 1886. Skupaj z goro leži znotraj kaldere Ōkataina. Je zadnje nastalo večje naravno jezero na Novi Zelandiji in najgloblje v okrožju Rotorua.

## Zgodovina
Novozelandsko ministrstvo za kulturo in dediščino daje prevod 'toplega jezera' za Rotomahana, po Hochstetterju. in okolica jezera je postala svetovno znana po prvem evropskem pisnem opisu leta 1843.

## Geologija
Jezero Rotomahana je eno najbolj raziskanih jezer na Novi Zelandiji, ki zavzema jugozahodni del 17 kilometrov dolge razpoke, ki je nastala med izbruhom gore Tarawera leta 1886. V okviru geološke razprave je pomembno omeniti, da je leta 2016 potekala visoko standardna hidrofonska raziskava in da se dejanske absolutne meritve, opravljene v tem času, glede na spreminjanje gladine jezera uporabljajo za geološko izhodišče. Takrat je bila gladina jezera 340 m, ne geografsko označena višina 337 m ali povprečna višina 338,7 m. Jezero Rotomahana nima naravnega površinskega izliva, njegova gladina pa se glede na padavine in izhlapevanje spreminja za približno en meter. Zdaj obstaja načrtovan površinski kanal za vzdrževanje največje gladine jezera. Hidrogeološki modeli povodij v kalderi Ōkataina predvidevajo, da povodje jezera Rotomahana prispeva podzemlje k povodju jezera Tarawera z odtokom, odvisno od velikosti tako opredeljena povodja med 1125–3018 L/s.:30-32,41:72
Pred izbruhom leta 1886 sta bili v porečju sedanjega jezera dve majhni jezeri in morda šest manjših ribnikov.:5 Drugo jezero se je imenovalo jezero Rotomakariri. Po izbruhu je na njegovem vzhodu na kratko obstajalo novo jezero Rotomakariri, preden se je z dvigom gladine jezera vključilo v sedanje jezero. Zdajšnje jezersko dno je bilo ob raziskovanju v obdobju 1886 do 1888 po izbruhu večinoma suho in ta opažanja je mogoče povezati s trenutnimi geolociranimi hidrofonskimi ugotovitvami. Visokokakovostne slike starega jezera Rotomahana in s tem povezane turistične atrakcije so bile v Evropi široko dostopne do leta 1875. Po izbruhu so se v 15 letih napolnili številni kraterji in nastalo je današnje jezero Rotomahana. Posledično je to zadnje nastalo večje naravno jezero na Novi Zelandiji in s 118 m globine najgloblje v okrožju Rotorua. Nekdanja uradna globina je bila prej 112,4 m, na nižji gladini jezera in z manj natančno opremo. Jezersko dno ima trenutno do 37 m sedimentov, kar pomeni dno kraterja Rotomahana je 185 m nad morsko gladino.
Severna obala jezera leži blizu 39 metrov nižjega jezera Tarawera, ločenega z manj kot 700 metri terena, ki je večinoma material iz izbruha leta 1886. Prvotno jezero Rotomahana ima rahlo kontroverzno raven v primerjavi z jezerom Tarawera pred letom 1886, delno zato, ker je izbruh spremenil tudi gladino jezera Tarawera in je prišlo do poznejšega znižanja gladine jezera Tarawera okoli leta 1904.
Zdi se, da je soglasni razpon razlike s trenutno gladino vode med starim in sedanjim jezerom Rotomahana 35–48 m.
Prvotno jezero je nastalo na območju večinoma riolitičnih eruptivov in bi bilo prav tako povezano z jezerskimi sedimenti, odloženimi vsaj v času od 1314 ± 12 n. št. izbruha Kaharoa na gori Tarawera. Proces izbruha, ki je bil bazaltno odložen blatni material na široko in veliko metrov debelo, zlasti na severovzhodu. Eno ali drugo od jezer, ki so obstajala pred izbruhom, je verjeten izvor lupin vodnih polžev, najdenih v vzorcu svežega pepela iz Taurange in v vzorcu pepela z rta Runaway. V bistvu novi krater evakuirali material do globine vsaj 60 m, kjer so bila jezera pred izbruhom, in ponekod morda do 80 m.
Trenutni povprečni prevodni toplotni tok je vsaj trikrat večji od tistega pod jezerom Rotorua ali jezerom Taupō. Najnovejša določitev je 47 MW. Hidrotermalni sistem, ki napaja še vedno aktivne geotermalne značilnosti na obali jezera in je napajal Rožnate terase na zahodni strani jezera, ima toplotni tok 21,3 W/m². Obstaja območje jugozahodno od otoka Pātītī, ki ima toplotni tok v povprečju 13 W/m² in se zdi, da je v kraterju na jezerskem dnu, ustvarjenem leta 1886.

## Ekologija
Jezero je zatočišče za divje živali (in je bilo tudi pred prvim stikom), kjer je lov na ptice prepovedan. V jezeru živi zdrava populacija črnega laboda (Cygnus atratus) in potekajo prizadevanja za zagotovitev, da največji otok v jezeru, otok Pātītī, ostane brez škodljivcev. Nedavne raziskave potrjujejo, da je otok Pātītī najbližje ohranjenemu elementu pred izbruhom na starem jezeru, tj. da je preživel izbruh leta 1886, prej znan kot hrib Rangipakaru. Do jezera ni javnega dostopa, razen turistične poti po kopnem od jezera Tarawera.
Križarjenje z ladjo po jezeru, ki obišče hidrotermalne značilnosti na obali jezera, je na voljo kot dodaten dodatek v okviru turistične dejavnosti vulkanske doline Waimangu.
Obremenitev jezera z dušikom je stabilna, vendar ima dotok visokega indeksa trofične ravni iz povodja Okaro prek potoka Haumi.

## Rožnate in bele terase
Sedanje jezero Rotomahana po izbruhu zavzema skoraj ves sivo osenčen krater izbruha leta 1886, kot je bil preslikan leta 1887/88. Ta diagram z belimi opombami prikazuje tudi približno lokacijo starega jezera Rotomahana in vzhodno od njega staro jezero Rotomakariri. Voda je začela polniti krater, zlasti na njegovem vzhodnem koncu, kjer je v času raziskave nastalo novo jezero Rotomakariri.
Rožnate in Bele terasa so bile naravni čudež na obali jezera pred izbruhom leta 1886. Veljale so za osmo čudo naravnega sveta in so bile najbolj znana turistična atrakcija Nove Zelandije v 19. stoletju, od ok. 1870-1886; vendar jih je izbruh pokopal ali uničil.
Znanstveniki so mislili, da so leta 2011 na globini 60 metrov na jezerskem dnu ponovno odkrili spodnje nivoje teras. Novejša raziskovalna poročila v letih 2016–2020 kažejo, da zgornji deli obeh teras ležijo na kopnem in je zato mogoče dostopati za fizične dokaze, da so terase ali njihovi deli preživeli na svojih prvotnih lokacijah.
Raziskava iz leta 2017 je temeljila na revijah nemško-avstrijskega geologa Ferdinanda von Hochstetterja, ki je jezero obiskal leta 1859. Hochstetterjevi dnevniki so edini znani pregled teras pred izbruhom. Z uporabo Hochstetterjevih terenskih dnevnikov in podatkov kompasa je skupina novozelandskih raziskovalcev identificirala lokacijo, kjer verjamejo, da ležijo ohranjene terase na globini 10–15 metrov. Raziskovalci so upali, da bodo zbrali sredstva za popolno raziskavo območja, vendar bi moralo vsako delo najprej odobriti lokalno pleme Maori, na čigar sveti zemlji prednikov so terase. Leta 2017 so bila opravljena zemeljska radarska iskanja, vendar oprema ni uspela prodreti dovolj globoko, da bi pokazala, ali so terase na svojih raziskanih lokacijah ali ne. Kasnejša raziskava Hochstetterja je izboljšala lokacije rožnatih, črnih in belih teras. Še naprej ostaja nerešeno vprašanje, ali je katera od teras ostala.

## Zeleno jezero
Majhno jezero, Zeleno jezero, leži blizu vzhodne obale jezera Rotomahana na 38°15′00″S 176°28′18″E / 38.25000°S 176.47167°E. Ne sme ga zamenjati za veliko večje jezero Rotokakahi (Zeleno jezero), ki leži zahodno od Rotomahane.
Zeleno jezero je nastalo v približno okroglem kraterju in ima premer približno 100 metrov. Ime je dobilo po svoji izraziti barvi, ki je precej bolj zelena in temnejša kot pri Rotomahani. Jezero je nastalo po izbruhu gore Tarawera leta 1886. Pred izbruhom je severno od jezera Rotomahana v dolini Waikanapanapa obstajalo majhno jezero (premera ~ 12 m), znano tudi kot Zeleno jezero (jezero Rotopounamu), vendar je bilo izkopano med izbruhom Tarawera. Po izbruhu je voda tekla v nov krater Zelenega jezera, ki je dobil isto ime kot starejše jezero. Druga jezera in jezerca pred izbruhom okoli jezera Rotomahana so bila jezera Rotomakariri, Rangipakaru, Ruahoata in Wairake. Oblika, lokacija in orientacija jezera Makariri v Cole, 1970 (citirano tukaj) ni pravilna. Sledil je napačnemu zemljevidu Augusta Petermanna. Hochstetter kaže, da je os jezera ležala pri azimutu 355 stopinj. Nedavne raziskave teh jezerskih gladin so dale vpogled v spremembe na jezeru Rotomahana pred izbruhom.

## Mit o potopljenem gozdu Totara
Ena pozabljena značilnost jezera je napol mitični potopljeni gozd totara jezera Rotomahana. Leta 2016, ko se je potapljaška ekipa prvič potapljala v jezero, ni našla nobenih dokazov o potopljenem gozdu ali drevesih, kot je poročal Fitzgerald iz Moure. Medtem ko so bili nad goro Tarawera pred izbruhom gozdovi, so bila drevesa totara razpršena in zabeležena samo na zahodnem in južnem bregu gore. Glede na totaro se drevesni nasadi skoraj ne morejo pojaviti v kraterjih; zdi se, da je verjetno vsak potopljeni gozd v severovzhodnem kotu novega jezera.
Postavitev potopljenega gozda bi bila po izbruhu, prek mehanizma, ki ga je ameriška služba za gozdove opisala po izbruhu gore Sveta Helene. Drevesa so bila v izbruhu izruvana in porinjena v krater med ali po izbruhu. Ko je desetletja nastajalo novo jezero, so debla nekaj časa lebdela, nato pa se nagnila navpično; pozneje so se spustila v navpično lego in se vdelala v jezersko dno ter postala podobna potopljenemu gozdu. Zato je razložen še en mit o izbruhu Tarawera in jezeru Rotomahana.